# Wanderbarriere

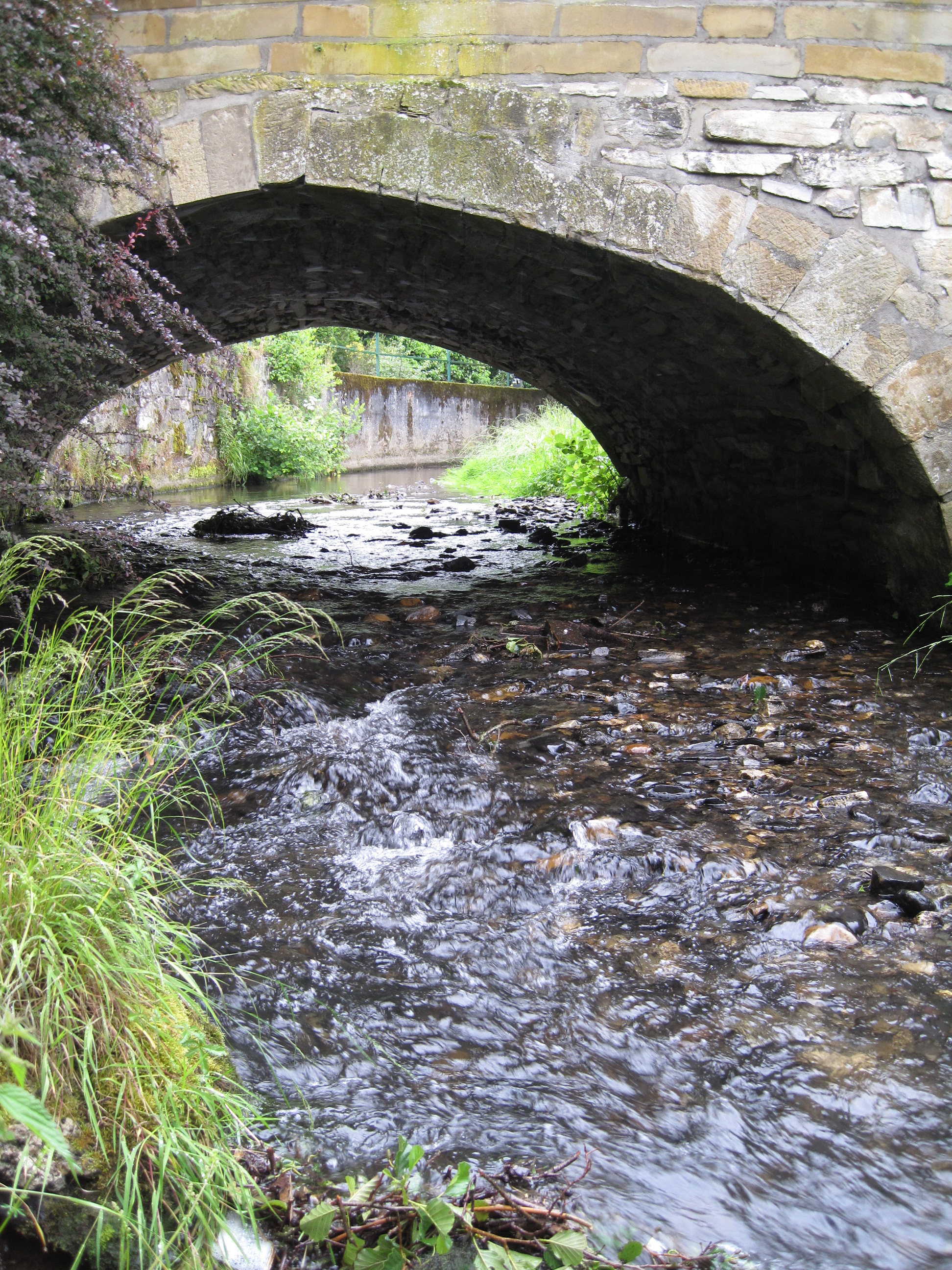
Typische Wanderbarriere als menschlicher Eingriff

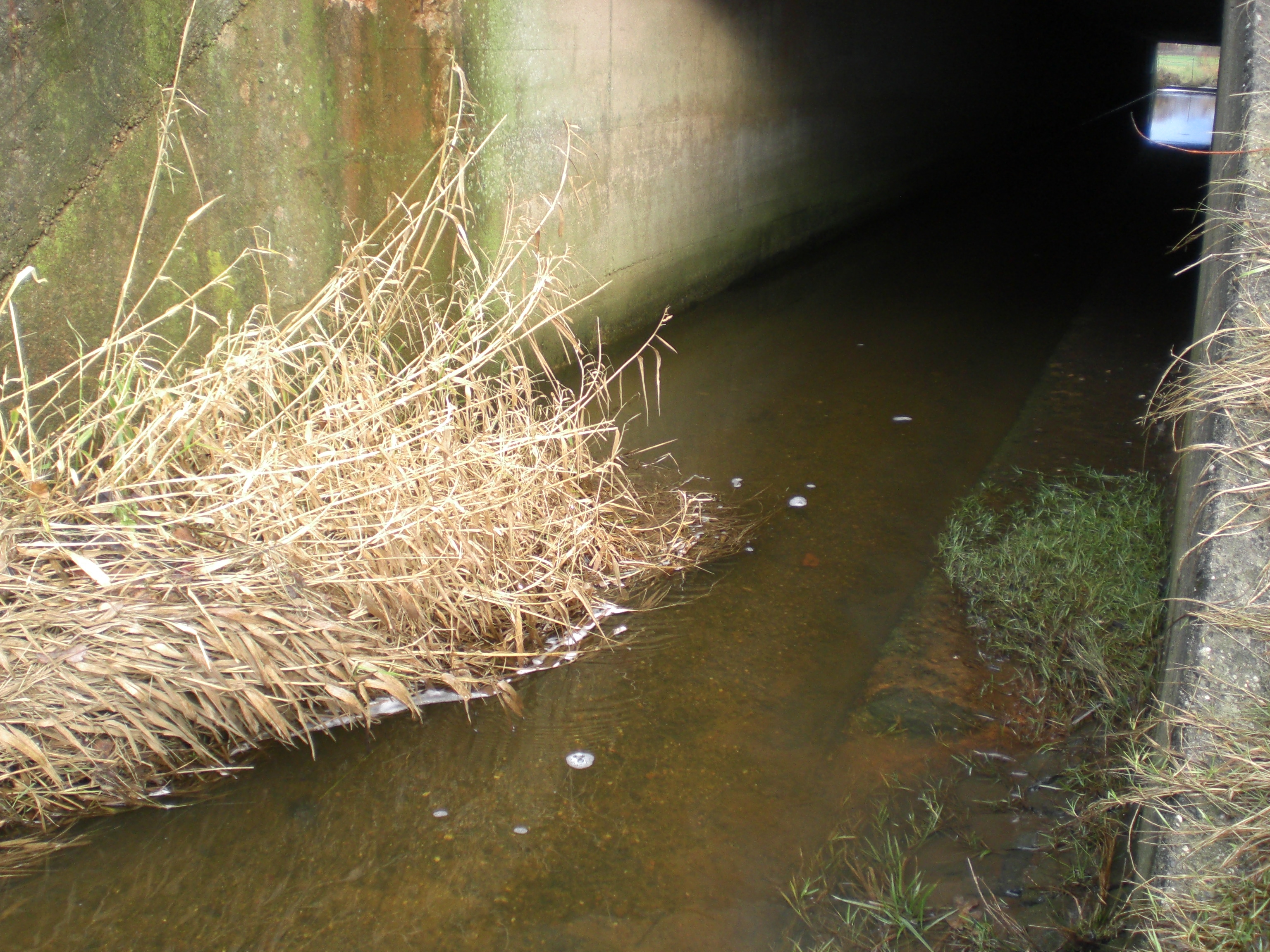
Wanderbarriere durch dauerhaft überflutete Berme, weil Gewässer versandet. Mutterbach unter der A8 vor Limbach an der Blies.

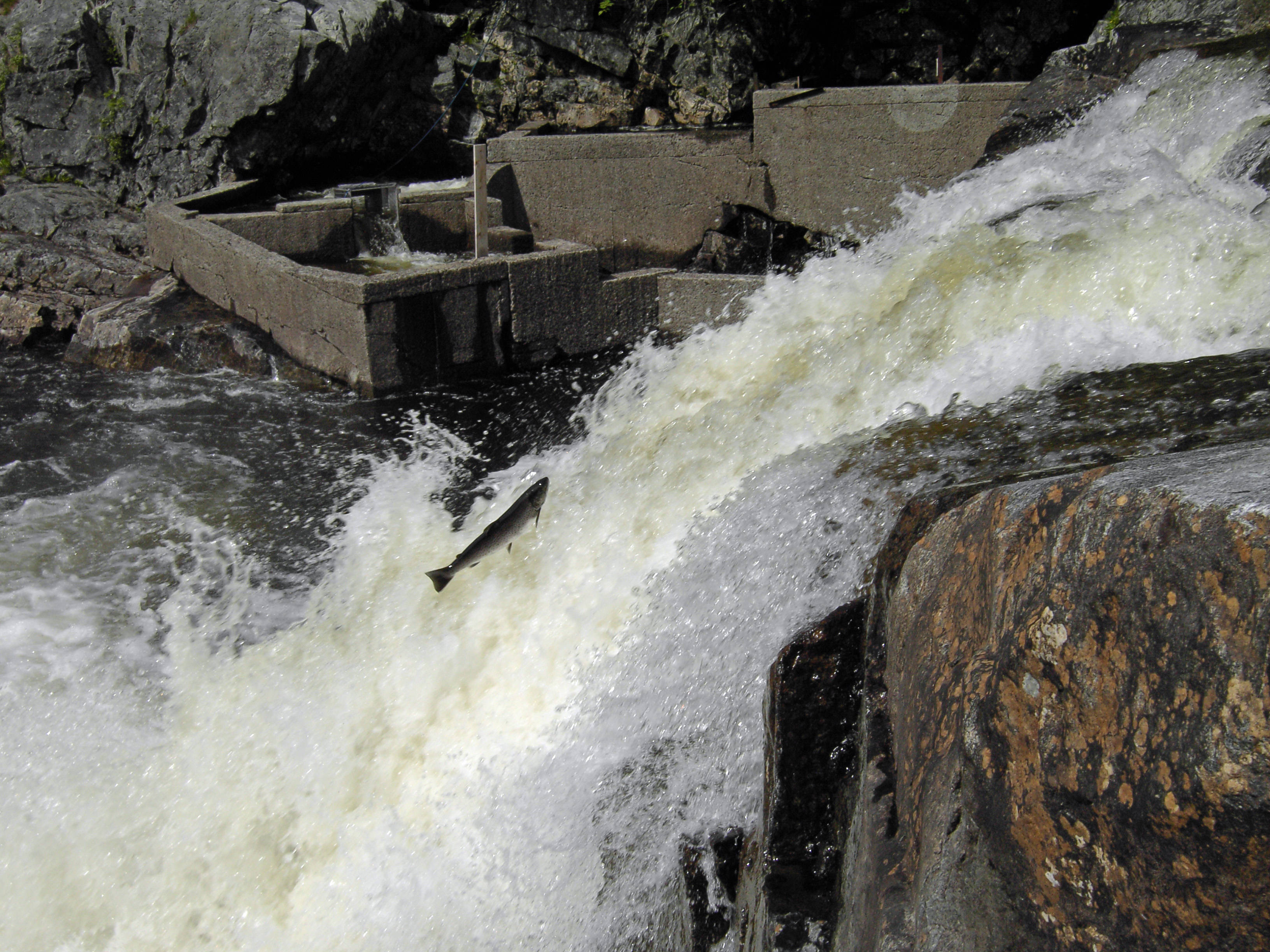
Ein Lachs wandert trotz vorhandener Fischtreppe auf natürliche Art aufwärts.

Eine Wanderbarriere bezeichnet verschiedene Hindernisse für Tiere, die ihren Lebensraum – zum Teil sogar ihre Fortentwicklung – behindern. Dabei sind unbeabsichtigte und beabsichtigte Wanderbarrieren zu unterscheiden.

## Unbeabsichtigte Eingriffe
Der vielfältige Lebensraum am Ufersaum wird bei naturnahen Gewässern vielfach durch eine rege Wandertätigkeit von Amphibien und Nagetieren geprägt. Eine Wanderbarriere ist eine oft nicht-natürliche Einengung eines Wasserlaufes entlang seines Ufers. Diese werden zumeist durch Durchlässe verursacht, also Brückenbauwerke oder Unterrohrungen. Für wild lebende Tiere, die parallel des Gewässers wandern, stellen sie oft ein unüberwindliches Hindernis dar. In den Durchlass eingearbeitete Bermen, die ständig über dem mittleren Hochwasser liegen, schaffen dafür Abhilfe. Die sogenannte Wanderbarrierendichte ist eines der Kriterien zur Beurteilung der Güte eines Gewässers nach der WRRL.
Für im Wasser lebende Tiere, insbesondere Fische, gibt es Wanderbarrieren in Form von Staudämmen und Wehren, die nicht immer und nicht für alle Fischarten mithilfe von Fischtreppen überwindbar sind.

## Beabsichtigte Eingriffe
Zum Schutz der Tiere gibt es auch Wanderbarrieren, die den Tieren uneingeschränkt nützlich sind. Sogenannte Amphibienzäune werden vor der Laichzeit entlang vielbefahrener Straßen aufgestellt. Die in Vertiefungen fallende Tiere werden regelmäßig durch Freiwillige eingesammelt und auf der anderen Straßenseite, meist am Rand von Flüssen oder Seen, wieder ausgesetzt.